# هاوایی فایو-زیرو
هاوایی فایو-زیرو (انگلیسی: Hawaii Five-0) یک مجموعهٔ تلویزیونی پلیسی-اکشن آمریکایی است که پخش آن، از تاریخ ۲۰ سپتامبر ۲۰۱۰ میلادی در شبکهٔ سی‌بی‌اس آغاز شد و در تاریخ ۳ آوریل ۲۰۲۰ بعد از ۱۰ فصل و ۲۴۰ قسمت به پایان رسید.
‌این سریال بازراه‌اندازی یک سریال قدیمی‌تر به همین نام است که از سال ۱۹۶۸ تا ۱۹۸۰ پخش شد. مانند سری اصلی، این نمایش دربارهٔ یک نیروی پلیس نخبهٔ دولتی است که برای مبارزه با جنایات بزرگ در ایالت هاوایی تشکیل شده‌است.
در عنوانِ این سریال به‌درستی از عدد صفر ("0") به‌جای حرفِ انگلیسی «اُ» ("O") استفاده می‌شود و فایو-زیرو اشاره به عدد 50 دارد؛ چراکه هاوایی، ۵۰مین ایالت آمریکاست. (بر خلاف سریال قدیمی هاوایی فایو-او که در عنوانش از حرفِ انگلیسی «اُ» ("O") استفاده شده بود).